# Canticum (Bibel)

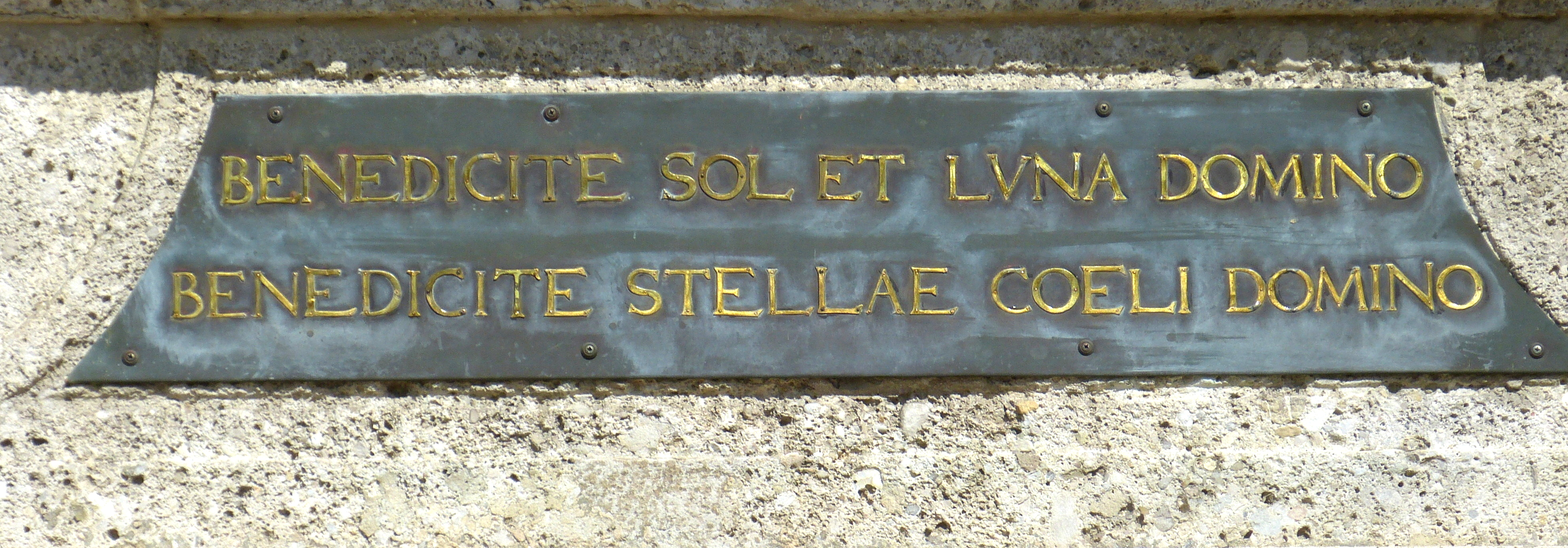
Zitat aus dem Lobgesang der drei Jünglinge im Feuerofen, Sternwarte Kremsmünster (OÖ)

Ein Canticum („Lied“, „Gesang“, Mehrzahl Cantica) ist ein hymnischer Text aus dem Alten oder Neuen Testament, der nicht dem Buch der Psalmen entstammt.

## Liturgie
Im Stundengebet treten die Cantica meist als neutestamentliche Entsprechungen zu den alttestamentlichen Psalmen auf, so in den häufigsten Cantica, dem Benedictus – dem Lobgesang des Zacharias aus Lk 1,68–79  in den Laudes –, dem Magnificat – dem Lobgesang Mariens aus Lk 1,46–55  in der Vesper – und dem Nunc dimittis, dem Lobgesang des Simeon aus Lk 2,29–32  in der Komplet. Diese neutestamentarischen Cantica gehören zu den frühesten überlieferten christlichen Gesängen, und ihnen wird im Stundengebet dieselbe Feierlichkeit erwiesen wie dem Evangelium in der Heiligen Messe: Man betet oder singt sie im Stehen, in den feierlichen Laudes und der Vesper werden der Altar, evtl. auch der Priester und die Gemeinde mit Weihrauch inzensiert. Im Gregorianischen Choral werden die Cantica stets mit einer Inchoatio, also mit einer Anfangswendung bei jedem Vers, gesungen.
Weitere im Stundengebet gesungene Cantica sind der Lobgesang der Jünglinge im Feuerofen aus Dan 3,51–90 , solche aus den Briefen der Apostel Paulus (etwa Eph 1,3-10 ) und Petrus sowie aus der Offenbarung des Johannes. Im römischen Stundenbuch ist für die Vesper jedes Wochentags des vierwöchigen Psalters ein eigenes Canticum vorgesehen.